# Касивелаун
Касивелаун (енгл. Cassivellaunus) био је кнез келтских племена Катувелауна у Енглеској из 1. века п. н. е.
У немогућности да се фронтално супротстави Цезару при његовој инвазији Британије 54. године п. н. е., Касивелаун је распустио војску и са око 4000 бојних двоколица прибегао герилском ратовању и пустошењу земље. Таквим начином борбе принудио је Римљане да напусте Британију непуна два месеца након њиховог искрцавања, иако се Касивелаун, напуштен од неких племена, формално покорио Цезару који је пре повлачења овладао његовим упориштем.